# ژلیه‌زوتسه
ژلیه‌زوتسه (به مجاری: Zselíz, (formerly) Zseliz, (til 1895) Zeliz, Zeléz) یک شهرک در اسلواکی با جمعیت ۷٬۴۸۶ نفر است که در Levice District واقع شده‌است.